# Balneari Vilajuïga
El Balneari Vilajuïga és un balneari catalogat com a obra monumental del municipi de Vilajuïga (Alt Empordà) inclosa en l'Inventari del Patrimoni Arquitectònic de Catalunya.

## Descripció
Situat al centre del nucli urbà de la població de Vilajuïga, a tocar del nucli de l'església. Es troba a l'interior del recinte de les Aigües Minerals de Vilajuïga, el qual pràcticament ocupa l'illa delimitada pels carrers Mendizábal, Colom, de les Aigües, Sant Sebastià i Deulofeu.
L'antic balneari és un edifici de planta rectangular, amb la coberta a dues vessants de teula, i cornisa motllurada sostinguda amb permòdols. Està organitzat en planta baixa. Les façanes llargues presenten quatre finestrals d'arc de mig punt, bastits amb maons i amb l'ampit, també de maons, motllurat. El vidre és prismàtic i té un plafó decoratiu al centre. A les façanes curtes hi ha els dos portals d'accés, també bastits amb maons. Ambdues façanes presenten el frontal de la teulada amb rajoles vidrades de color verd. Les cantonades també estan acabades amb maons.
A l'interior, l'edifici presenta un sòcol de rajola blava ornamentada i, al centre de l'estança, un dipòsit circular de rajola delimitat per dos grans pilars. L'accés a aquest edifici es feia pel carrer Mendizábal, a través d'una porta d'arc rebaixat que sobresurt de la tanca, bastida amb maons i coronament decorat. Dins del recinte de les Aigües, al que s'accedeix des del carrer Sant Sebastià, hi ha la planta embotelladora en funcionament. Destaca la crugia oest de l'edifici, de planta rectangular amb les obertures de mig punt motllurades, la majoria d'elles reformades, i façana sobrealçada amb poc pendent als vessants. A l'est del recinte hi ha un altre edifici, anterior constructivament parlant. Està format per dos cossos adossats de planta rectangular, distribuïts en planta baixa i pis. El més antic té la coberta a dues vessants de teula i ràfec de dents de serra. L'accés a l'interior es feia pel sud, a través d'una porta amb emmarcament de ceràmica verda i llinda triangular de pedra amb decoració central. Posteriorment fou l'accés al petit museu que va ocupar l'interior. Al pis hi ha un balcó exempt, amb un plafó de ceràmica blava a la part superior del finestral. Hi ha petits motius decoratius de ceràmica verda per tota la façana. El cos més modern està adossat per la banda oest. Té la coberta plana, a l'extrem nord presenta un sobrealçat amb golfes i està distribuït en planta baixa i pis, amb finestres rectangulars i portals d'arc rebaixat. La construcció es troba arrebossada i pintada de color blanc.

## Història
Fundat per en Ramon Margineda i Duran (1883-1928) arqueòleg industrial, col·leccionista i animador d'un centre cultural a Vilajuïga. Vivia al mateix recinte de les aigües minerals. Fou un dels primers a explorar-les vers el 1917.
L'empresa Aigües de Vilajuïga, va ser fundada l'any 1904, per sis famílies empordaneses. Les seves aigües van ser declarades minero-medicinals i d'utilitat pública per Real Ordre de 15 de juliol 1904.
El 1909 es va encarregar a l'arquitecte Josep Azemar el projecte d'una obra d'estil modernista per construir-hi un establiment d'aigües medicinals que mai es va portar a terme. Així i tot dintre del recinte de les actuals Aigües de Vilajuïga hi ha diferents edificis bastits per servir de magatzems.
Avui en dia s'hi conserven dues fonts naturals. Es tracta d'una aigua de taula molt apreciada per la seva composició bicarbonatada sodicalítica.